# Айяс (долина)
Айя́с (итал. и фр. Val d'Ayas) — долина в Италии, в Пеннинских Альпах. Относится к автономной области Валле-д’Аоста.

## География
В долине находятся следующие коммуны:
- Шаллан-Сен-Виктор
- Шаллан-Сент-Ансельм
- Брюсон
- Айяс

По долине протекает река Эвансон.